# Kanton Coteau de Chalosse
Coteau de Chalosse is een kanton van het Franse departement Landes. Het kanton omvat een deel van het arrondissement Dax
Het werd opgericht bij decreet van 18.2.2014 en is effectief sinds de departementale verkiezingen op 22.3.2015. Het omvat de gemeenten van de afgeschafte kantons Amou, Mugron en Montfort-en-Chalosse.
Het is 498 km² groot en telt (2013) 25587 inwoners.

## Gemeenten
Het kanton Coteau de Chalosse omvat de volgende gemeenten:
- Amou
- Argelos
- Arsague
- Baigts
- Bassercles
- Bastennes
- Bergouey
- Beyries
- Bonnegarde
- Brassempouy
- Cassen
- Castaignos-Souslens
- Castelnau-Chalosse
- Castel-Sarrazin
- Caupenne
- Clermont
- Doazit
- Donzacq
- Gamarde-les-Bains
- Garrey
- Gaujacq
- Gibret
- Goos
- Gousse
- Hauriet
- Hinx
- Lahosse
- Larbey
- Laurède
- Louer
- Lourquen
- Marpaps
- Maylis
- Montfort-en-Chalosse (hoofdplaats)
- Mugron
- Nassiet
- Nerbis
- Nousse
- Onard
- Ozourt
- Pomarez
- Poyanne
- Poyartin
- Préchacq-les-Bains
- Saint-Aubin
- Saint-Geours-d'Auribat
- Saint-Jean-de-Lier
- Sort-en-Chalosse
- Toulouzette
- Vicq-d'Auribat